# 名門!第三野球部
『名門!第三野球部』（めいもん だいさんやきゅうぶ）は、『週刊少年マガジン』に連載されていたむつ利之原作の漫画作品、もしくはそれを原作としたテレビアニメ。1989年8月8日には、バンダイによってゲーム化もされた。第13回講談社漫画賞少年部門受賞。この漫画の実質的な続編として『上を向いて歩こう』『復活!!第三野球部』がある。
2020年、金木令が本作を基に描いた『名門！第三野球部～リスタート～』が連載されている。

## 概要
名門・桜高校野球部の三軍、通称・第三野球部の檜あすなろとその仲間たちの挑戦と成長を描いた野球漫画。
それまで、お色気ギャグマンガを中心に執筆していた作者が、初めて発表した本格的なストーリーマンガで、この作品以降、作者であるむつはギャグ主体からストーリー主体へとその作風を変える事となる。
野球漫画としては現実的な描写が多く、ホップする直球については、「想定より沈まないことによる目の錯覚によるもの」とリアルな説明もある。（ただし、「弾丸ボール」については作中ではホップ系として扱われているが、ジャイロ回転の直球のため実際に投げれば大きく沈むボールである。）

## あらすじ
高校編
甲子園常連の名門校である桜高校の野球部には、戦力外とされる選手ばかりの三軍「第三野球部」が存在していた。主人公の檜あすなろたち第三野球部は、ある日監督から解散命令を出されてしまう。
しかし、野球部に入ったのなら最後に試合をさせてほしいという要望から、勝ったら一軍に上がるという条件で一軍と試合をすることになる。あすなろ達は死に物狂いで練習を行い、努力と根性で勝利を目指していく。
飛翔編
飛翔編では、セ・リーグの架空の球団で万年最下位の千葉マリンズに、檜あすなろと桑本聡が入団する。そのマリンズは、今シーズンで球団身売りという噂が…。オーナーの度重なる嫌がらせに、マリンズ一同はどう立ち向かうのか?

## 登場人物

### 桜高校
甲子園常連の名門校。野球部は三軍まであり、三軍は実質戦力外とされている。一軍の伝家の宝刀・プッシュバント攻撃は、全国でも恐れられている。三軍の一軍昇格後もユニフォームは三軍時代から変更されなかった（胸に『第三』の文字が入ったもの）。

#### 第三野球部
連載開始時からのメンバーを記述する。
檜 あすなろ（ひのき -）
声 - 菊池英博
本作品の主人公。第三野球部所属の投手で、後に桜高校のエース。打順は多くは5番を打つ。右投右打。「努力の天才」タイプで、無意識に身についた「弾丸ボール」と、しぶといバッティングに加え、試合中の怪我で偶然身についた一本足打法により、投打において中核となる。スタミナでは他の投手を圧倒しており、9回投げてもスタミナが切れないどころか、回を追うごとに球威が増していく。変化球のパームとカーブはどちらも一流には程遠いが、弾丸ボールと称されたストレートは、横回転により球威がバッター手元まで衰えないため、球がホップしているように見えるので、ストレートの投球術は目を瞠る物がある。
かつては虐められっ子であり、最初から諦めて卑屈になっていたが、仲間と共に野球に打ち込むことにより心身ともに鍛えられた。普段は丁寧で大人しいが、ここぞというときには気の強い面、我の強い面もたびたび見せている。相手の挑発に対しても、やり返してみせることが多い。
飛翔編では、千葉大学進学を決めるも、千葉マリンズ・小暮スカウトの弾痕ボールのお守りがきっかけで、プロで巨人（作中では拒人）と戦ってみたいと小暮に伝え、千葉マリンズ入団を決める。背番号は55。契約金は500万円。当初は控え選手で、開幕一軍入りした。プロ初出場は開幕戦で4番神の代打として出場。結果はホームラン性の外野フライ。スカウトだった小暮が監督に就任してからは先発・抑えに活躍の舞台を見いだす。高校編では守ったことがないと推測されるショートでプロ初スタメンになり、果敢な守備を見せた。桑本がマリンズオーナーらの策略による野球賭博荷担疑惑により、プロ野球から一時永久追放されて以降は、志願して桑本のローテーションまで投げる無理をし、疲労性骨折が疑われる状態になり医師（夕子の兄）から投球禁止を指示される。しかし、桑本が球界復帰するコミッショナー会議の当日、最終回に登板しチームを勝利に導く。先発だったかどうかは不明。駆けつけた桑本にウィニングボールを投げようとしたところで、疲労性骨折を発症してしまいプロ野球選手として再起不能となる。シーズン最終戦では、最終イニング2アウトで三角巾姿のまま一塁の守備に就き、ウィニングボールを受け、誰よりも最初に胴上げされた。防御率は2.13だった。
わずか1シーズンで引退。その後アマ規定の制限解除を待って、桜高校の教員となり、『上を向いて歩こう』では野球部監督に就任した。
海堂 タケシ（かいどう タケシ）
声 - 玄田哲章
第三野球部所属の捕手で、元一軍の4番打者。右投右打。独特のフォーム（主に神主打法）からライト方向への流し打ちを得意とする超高校級スラッガーで、別名「桜校の落合」と呼ばれ、高校野球界の有名人であった。高校通算打率は5割7分。
2年時の夏は一軍でスタメンだったが甲子園後に監督を殴ったため三軍へ降格。しばらくのブランクがあったが復帰戦で一軍エースの京本から本塁打を放ったり、銚子商の控え投手からも本塁打を放ったりと、錆びついていなかった。捕手としての守備力も高く、的確なリードとキャッチング、強肩の持ち主。
さゆりを気にかけていて、さゆりの手術が絡んだ前後で2度ほど打撃にブレーキがかかった。しかし、いずれも復活を果たす。
卒業後は東京六大学の早稲田大学へ進学を決めたが、スランプに陥り打撃不振に苦しんだ。あすなろの言葉をきっかけに復活。数年後、マリンズに入団し、本塁打王となる。
白石兄（しらいし -）
声 - 鈴木みえ
第三野球部の1番打者で、遊撃手。右投右打。バントが得意で、俊足。小西とは犬猿の仲に見えるが、本心から嫌っているわけではない。
卒業後は社会人野球に進んだ模様。
白石弟（しらいし -）
声 - 小粥ようこ
第三野球部の2番打者で、二塁手。左投左打。バントが得意で、俊足。兄とどちらが速いかは不明。兄と同様に小西とは犬猿の仲だが、実際の仲は兄と同じ。2年夏の甲子園1回戦で本塁打を放ったことがある。
卒業後は社会人野球に進んだ模様。
小西 カズオ（こにし かずお）
声 - 塩屋浩三
第三野球部の右翼手。多くは6番を打つ。右投右打。超のつく鈍足でチームの三振王だが悪球には強く、長打力は海堂にひけをとらない。さらに強肩で、鈍足を補って余りある活躍を見せる。初期は「デブ」と言われるとキレて普段以上の力が出せるという特徴があった。
弱音を吐くこともある反面、人知れず努力することもあり、秘かにダイエットを敢行し鈍足もある程度カバーしている。2年夏の県大会準決勝で投手起用されたことがあり、なかなかの速球を見せた。
他のキャラとの絡みが多く、中でも白石兄弟とはしょっちゅう悪態をつき合っている。曰く、「女で身を滅ぼすタイプ」「洗面器程度の器」。
非常にウブで、奈保子の「かわいさ」を感じると、嬉しさのあまり失神してしまうほど。また血を見るのが苦手で、誰かがケガで流血すると叫びながら動転してしまう。
卒業後は大学に進学。飛翔編では六大学を狙っているとしていたが、実際の進学先は不明。その後、桜高の教員になっている。「復活!!第三野球部」では桜高校野球部部長。
石井 幸司（いしい こうじ）
声 - 金丸淳一
第三野球部の三塁手で、多くは8番を打つ。右投右打。堅守が特徴。バッティングセンスがないことが悩みで、銚子工業との練習試合まで人生でヒットを打ったことがなかった。ただし、それにもかかわらず最初の対一軍戦は5番で起用されていた。2年夏の県大会後に、黒潮商業の土屋に教わった天秤打法（打法のモデルは元大洋の近藤和彦）で一転、以降は安打製造機として欠かせない存在となる。2年夏の甲子園2回戦では決勝点となるタイムリーを放っている。
卒業後は大学進学し、野球も続けた模様。
高橋 ひろし（たかはし -）
声 - 龍田直樹
第三野球部の中堅手で、多くは7番を打つ。右投右打。小柄な体で野球センスも平凡だが、根性は一流。口癖も「根性」。通称「ガッツマン高橋」。何かと怪我をしてしまうことが多いが、前歯が折れてもプレイを続けるほどの我慢で耐えてしまう。しかし、2年夏の県大会決勝で負傷して止む無く交代したほか、甲子園準々決勝で安部松の剛速球をまともに受け途中退場している。
また視力が良く、銚子工業との練習試合では薄暮の中桑本の大飛球をいち早く発見して捕球したり、一軍との試合でもセンターからあすなろの癖を見抜いてピンチを救うなどしている。
3年時は3番を打つこともあった。卒業後は地元の信用組合に就職した模様。
斉藤 輪大（さいとう りんだい）
声 - 二又一成
第三野球部の一塁手で、恐怖の9番打者。左投左打。住職の息子で普段は穏やかだが、ひとたび怒らせると驚くべき力を発揮し、「恐怖の」の所以はこれにある。特に「間の抜けた顔に見られること」を気にしており、そこに触れられると激怒する。他にも京本が夕子にデッドボールを投げながら謝らなかった時や、銚子工業との練習試合で控えピッチャーが登板しているのを見て「なめやがって…」と怒っており、意外と激しい気質の持ち主である。ただしどんなに激怒してもラフプレーはせず、「グラウンドの借りはグラウンドで（正々堂々と）返す」のが信条。
2年夏の準決勝では、桑本から最初の出塁を記録した。ハワイ遠征時も第一線でチーム初安打を放っている。3年夏の県大会決勝でも桑本からタイムリーを放つなど9番ながらチャンスに絡む活躍が多い。語尾に「～だな」と付ける癖がある。
背が高く、手も足も長い。本人曰く「足は一般人の1.5倍の長さ」で「木魚を叩いているため手が長い」。その身体的特徴を活かしたプレイをすることも多い。また、この特徴は一塁手としても得難い資質である。
卒業後は家業の寺を継いだ。「復活!!第三野球部」では桜高校野球部監督に就任。
田村 達郎（たむら たつろう）
声 - 井上和彦
第三野球部の左翼手で、あすなろから譲られた3番を打つ。左投両打。夕子の従兄弟で、銚子工業との練習試合から第三野球部に加わる。当初は長髪だったが後に短髪となる。クールでナルシスト、女たらしな面がありユニフォームが汚れるプレイを嫌がったが、徐々にあすなろ達の影響を受けていく。2年夏の甲子園では小池よりガールフレンドが1人少なかったことで闘志を燃やしていた。スイッチヒッターで、左打席でも右打席と握りが同じ「テニス打法」で安打を量産していく。3年夏時は怪我のためほとんど試合に出ることはなかった。
京本 直哉（きょうもと なおや）
声 - 山寺宏一
元一軍のエースで、後に第三野球部の控え投手となる。右投右打。第三野球部に敗れ、高校を辞めるつもりでいたが、京本も元第三野球部だったことを知ったあすなろ達に引き止められる形で残留。スライダーが武器で、コントロールは正確無比。一軍時代の対第三野球部戦では、そのコントロールの良さが仇となった。甲子園準決勝で先発として登板し、完投勝利を果たす。
アニメでは県予選決勝で先発している。
卒業後は早稲田大学へ進学を決めた。
桜井 哲也（さくらい てつや）
声 - 龍田直樹
元一軍の捕手で、海堂が監督との確執でいなくなり正捕手になった。右投右打。京本がカッカしてしまった時なだめようとして果たせず、匙を投げてしまったこともあるが、基本的にはレギュラーだけあって高い実力を持つ。一軍の練習グラウンドについて隅から隅まで知り尽くしている（季節や時間にとっての風向きや強さまで知っている）など、頭脳派の面を持つ。
第三野球部に敗れた後は、京本と共に控えとして第三野球部を支えることに。層の薄い第三野球部を支えるために、本職の捕手以外のポジションもこなせるよう猛練習した。元々捕手であったため強肩で、小西や海堂に引けを取らない。対三軍戦ではあすなろから本塁打を放ったことがある。3年夏の県大会決勝では高橋に代わりセンターを守った。甲子園準決勝ではスタメン4番捕手で活躍。白石兄弟に一軍伝家の宝刀のバントを教えた。
卒業後は早稲田大学へ進学を決めた。
中尾 康一（なかお こういち）
海堂卒業後の1年生捕手。全国大会で優勝した帝教中学で、4番を打っていた。興新高校に進学した先輩達にいじめを受け、高校では野球をやらないつもりでいたが、あすなろから海堂のキャッチャーミットを貰ったことで決心し、第三野球部に入部する。銚子工との練習試合で負傷してしまうなど、ついていないところもある。3番を打つことがあるなど打撃センスも高いようである。酒乱である。
堀江 隆一（ほりえ りゅういち）
何をやってもだめな1年生選手。努力で少しずつ成長していく。口癖は「努力」。甲子園でのあすなろ投球を見て、猛勉強して桜高に合格した。試合では、捕手をすることが多い。外野を守ったこともあるが、打球の落下地点の読みが危ういようである。一見まじめで堅物だが、三郎から酒を勧められた際に「ちょっとだけいただきます」といってる。進学校に通う兄がいる。
嵐 三郎（あらし さぶろう）
自信過剰で、強肩強打の1年生。海堂卒業後の正捕手として期待されたが、中尾の登場とチーム事情により複数ポジションを守った。ニックネームは「サブちゃん」。小西とは名コンビ。父親は大工。

#### 一軍
第三野球部へ転籍した京本と桜井は割愛。
熊田（くまだ）
一軍の4番。海堂と同じく、1年時から一軍でクリーンナップを打ち、公式戦本塁打を30本打っている。
工藤（くどう）
元一軍のエース、夏の甲子園での連投が原因で肩を壊し、高校も辞めている。鬼頭監督と海堂の確執の原因となった選手。その後、どうなったのかは不明。

#### 生徒
村下 夕子（むらした ゆうこ）
声 - 鶴ひろみ
連載開始時は陸上部のホープで、成績も優秀。美人としても校内では知られている。後に野球部のマネージャーとなる。ソフトボールの経験があり、最初の対一軍戦時は第三野球部の選手として出場していた。それ以降はプレイしていない。
あすなろとは昔からの幼馴染みであり、好意を抱いている。「落ちこぼれと優秀な」二人の組み合わせは「桜高校の不思議」として校内で知られていた。あすなろの母とも昔からの知り合い。虐められていた時も彼をかばい続け、その後もあすなろの家に行き家事を手伝ってもいる。プロになったあすなろの応援のため球場にかけつけたことがある。飛翔編では当初医学部を目指しているとされていたが、のちに桜高校の校医として登場する。
気が強い性格だが、それだけではなく女性らしい内面も持っている。芯が強く、しっかりとした彼女の励ましはあすなろにとってなくてはならないものである。
鬼頭 さゆり（きとう -）
声 - 高橋美紀
鬼頭監督の娘。病気で入院しているところにあすなろ達が遭遇、鬼頭監督が金を必要とする理由を間接的に海堂らに教える。彼女の存在により海堂がグラついたことがあり、そのため彼はスランプに陥ったこともある。甲子園三回戦後に手術のため渡米。その後本編では登場しない。アニメではヘアピンをしている。
魚谷 奈保子（うおたに なおこ）
声 - 河原佳代子
小西の彼女。対一軍戦を観た際に小西の一所懸命プレイする姿に惹かれ、想いを伝える。そばかすが特徴で、決して美人ではないが、可愛らしさと健気さを持つ女性。彼女の応援が小西の耳に届くと小西はパワーアップする。漫画では一軍との再戦前から登場するが、アニメでは最初の一軍戦から登場し、銚子工業の練習試合も観戦していた。
小出（こいで）
声 - 田中亮一
学校の不良で、常にマスク姿。当初はあすなろをパシリに使っていたが、最初の一軍戦を機に見直し、応援団を結成する。
丹羽（たんば）
声 - 広中雅志
学校の不良で、リーゼント姿。小出と一緒にあすなろをパシリに使っていたが、見直して応援団を参加する。
田村のファン
アニメオリジナルで三人組の女生徒。「田村君が打つボールはすべてホームラン」と言い、小出や丹羽と対峙することが多い。県予選ではチアリーダーの姿で応援している。

#### 学校関係者
鬼頭監督（きとう -）
声 - 田中秀幸
桜高校を何度も甲子園に導いた名監督。海堂には「金のことしか頭にない冷徹な監督」と思われ一時確執もあった。一軍が第三野球部に敗れた後、金の必要な理由を知った海堂らに続投を要請される。
岩田理事長（いわた -）
声 - 石森達幸
強権的で横柄な発言が目立つ、桜高校の支配者。甲子園優勝に拘り、手段を選ばず野球部を強くしようとした。しかしそれは、かつて自身の家庭に進学する余裕がなく、高校野球の夢を諦めざるを得なかったことに起因しており、一軍対三軍の試合を最後まで見届けた際には目頭に熱いものを流したり、陸奥高校との決勝後は高野連本部へ目向いて両校優勝を嘆願するなど、情のまるで分からない人間というわけではない。
所沢部長（ところざわ -）
桜高の古文教師。普段は存在感がないが、時に重みのある言葉を発する。あすなろが五十嵐からヒットを放つきっかけを作り、白石弟の緊張をほぐすなどきっかけを与える人物である。

#### 保護者
あすなろの母親
声 - 高木早苗
登山家の夫を亡くした後、女手ひとつであすなろを育てている。夕子とも小さい時から親しい関係である。
夕子の兄
声 - 佐藤正治
医師で、鬼頭さゆりの主治医でもある。飛翔編にも登場し、あすなろにこれ以上投げると選手生命を終わらせることになると忠告する。
石井の父親
声 - 不明
漫画では厳格な勉強家で、甲子園出発前に土屋との特訓から帰ってきた幸司を殴って野球をやめるよう忠告するも幸司の快打を受け野球を続けることを許した。甲子園2回戦で大事な商談を捨てて幸司の応援に駆け付け、サヨナラヒットを部下と一緒に喜んでいた。
アニメでは小西父母と一緒に一軍との再戦の応援に駆け付けている。容姿は漫画を踏襲しているが、性格は気弱になっている。
小西の母親
声 - 不明
アニメオリジナル。顔と体形、性格が小西とそっくり。非常に気が強く、理事長の「逆らうなら退学にするぞ」発言に対して「授業料払わないよ」と返してたじたじにさせる（漫画では小出が言っている）。石井を小さい頃から知っている模様。
小西の父親
声 - 不明
アニメオリジナル。細身で気が弱そうと小西母子と真逆な容姿と性格。小西の母の傍若無人っぷりにツッコミを入れたりなだめたりしている。
高橋 徹
声 - 佐藤智恵
ひろしの弟で、アニメオリジナル。準決勝で母親と一緒に応援に駆け付ける。

### 銚子工業高校
桜高校と共に甲子園の座を争う名門校。過去にプロ野球選手を輩出している。通称「逆転の銚子工業」。
桑本 聡（くわもと さとし）
声 - 千葉繁
銚子工業高校のエースピッチャー。左投右打。190センチ以上ある高身長から繰り出すカーブ「三階カーブ」が得意技。あすなろと同い年である。初めは野球をなめており、あすなろのことも「チビ」と馬鹿にしていた。あすなろはこの挑発に対し、桑本をアウトに仕留めた後頭上にボールを放り投げ「でくの坊」と強烈にやり返している。しかし、あすなろの直向な姿勢に心を打たれ改心し、「永遠のライバル」として親交を深め、貧弱だった身体を鍛え直し、150km/hを超える速球を武器とする本格派投手へと変貌を遂げた。ハワイ遠征以降は160km/hを超える球速も見せ、12連続三振を達成する。打者としても非凡で、スタンドまで軽々運ぶパワーも備える。
女好きな面もあり、試合中にもかかわらず敵のマネージャーである夕子を口説いていたが、全く相手にされなかった。野球部の中心人物ということもあり、地元の女の子には結構もてているようである。
飛翔編では、ドラフトで9球団からの指名の末、万年最下位球団・千葉マリンズが指名権を獲得してしまう。入団を嫌がった桑本だったが、オーナーの卑怯な契約金交渉で契約してしまう。背番号30。即戦力ルーキーとして開幕戦投手にも選ばれるが、捕手の前田の打者の得意なコースをわざと投げさせるリードによって敗戦投手になる。野球賭博疑惑で一時永久追放されるも、小池の遺言により疑惑が晴れ、シーズン最終戦直前のコミッショナー会議で、球界復帰を許される。チームメイトから与えられた最終戦のマウンドに登り、完投勝利。なお、奪三振158で奪三振王に輝く。続く日本シリーズも、自分のために再起不能となったあすなろの分までと4連投する。
桑本の父親
声 - 郷里大輔
準決勝で大旗を振って息子の応援をする一方で、近くで応援していた夕子や徹らを煽る。
指宿 健二（いぶすき けんじ）
声 - 沢木郁也
銚子工業高校のキャプテンで4番（桑本が4番の時は3番）、三塁手。桑本の秘密特訓中は投手も務めた。海堂と同い年でライバルである。チャンスに滅法強く、熱血漢である。いかなる時でも全力プレイが信条であり、野球の虫。第三野球部との練習試合の時も、試合開始後すぐに相手の実力を認め「舐めていてすまなかった。このチームは本当にいいチームだ」と海堂に謝罪しており、キャプテンとしての人格の良さがうかがえる。
志野塚 政志（しのづか まさし）
ニヤリと笑って左右に打ち分ける広角打法の持ち主。銚子工業の安打製造機。練習試合では3番、甲子園予選では2番、遊撃手。。
久田（ひさだ）
一塁手。甲子園予選準決勝で得点に繋がる失策をした。
大原（おおはら）
捕手。桑本の三階カーブや150km/hの速球を難なく受けている。
杉本 コウジ（すぎもと -）
指宿らが卒業した後入部した捕手。相撲部から桑本がスカウトした選手で、桑本の球を受けることが出来る数少ない人物。ハワイ遠征で戦ったヘイグ並のスナップスローを見せる。下半身の安定が素晴らしく、低めの球でもものともしない。

### 黒潮商業高校
通称「悲運の黒潮商業」。所以は、甲子園に届きそうで届かない。選手が意識しすぎてプレッシャーに弱く、大事な場面でエラーを起こして負けるを繰り返していた。全員が鉄下駄を着用している。
五十嵐 幸夫（いがらし ゆきお）
声 - 戸谷公次
エースで4番のキャプテン。右投右打。黒潮商業4番の伝統、木のバットを使用している。シュートが得意で切れ味も鋭い。非常にきつい性格の持ち主で勝つためには手段を選ばないタイプ。漫画では両親は事故で他界し、水商売の姉と2人暮らし。姉を「男に媚を売っている」と非常に嫌っている。
アニメでは設定が変更され、4年前に同校のエースだった兄がいたが事故で他界。リトルリーグの監督である父と試合後確執を起こして姿を消し、高校入学後は暴走族をしてグラウンドをバイクで疾走するなどしていたが、板垣監督に誘われ再び野球を始める。
土屋 秀夫（つちや ひでお）
声 - 掛川裕彦
3番で一塁手。右投左打。虚弱体質ながら野球を志し、不断の努力で正選手の地位を勝ち取る。そのため、チームメイトはもちろん五十嵐からも認められている。天秤打法という変わった打法を使い、公式戦の三振は0。タイミングを重視する打法で、船を漕ぐのとよく似ているという。温厚な性格。3年時はキャプテンで、三塁を守った。
土屋の祖父
手漕ぎボードでの漁師をしており、土屋の天秤打法誕生のきっかけを作っている。石井が土屋に天秤打法の教えを乞う時も色々とアドバイスをしていた。
板垣監督（いたがき -）
声 - 佐藤正治
黒潮商業の監督を長く続けていると思しき老人。鬼頭監督とは何度も対戦しているようで、抽選会の時には鬼頭監督から挨拶をされている。観察力が優れているようで、桜高の弱点を見抜いた。

### 陸奥高校
青森代表。派手さはないが、堅実で粘り強い野球が身上。陸奥高の選手は、一部場面で顔・名前・ポジションが一致しなくなっているが、決勝戦のものを掲載する。
小比類巻 一郎（こひるいまき いちろう）
陸奥高校のエース。右投右打。一見打てそうに見える、同じように見えて少しずつ異なるカーブ（達郎曰く「七色のションベンカーブ」）で桜高を苦しめた。あすなろが2年夏の甲子園優勝投手。甲子園では準決勝以外、すべて完投で延長戦数回、再試合も登板するなど驚異のスタミナがある。ハワイ遠征の代表にも選ばれたが、登板機会はなく、内野手で出場している。
飛翔編では、死のロードで苦戦を強いられたマリンズに差し入れをした。
桃井（ももい）
陸奥高野球部の唯一の3年生でキャプテン。右投右打。本来のポジションは二塁だが、アキレス腱を痛めて控えに回っている。甲子園決勝で初登場し、本塁打を放っている。準決勝までは描写すらなかった。決勝再試合ではスタメン出場。ここぞという場面で活躍する、頼れる存在。
横田（よこた）
中堅手。右投右打。フェンス際への大飛球を、フェンスに激突しながらも捕球した。
成田（なりた）
二塁手。右投右打。元は控えだったが、桃井が怪我をしたことでレギュラーとなった。陽蘭学園高校戦では、反撃の口火となる本塁打を打つ。
飛翔編では、死のロードで苦戦を強いられたマリンズに差し入れをした。
木造（きづくり）
遊撃手。右投右打。陽蘭学園高校戦では、サヨナラヒットを打つ。決勝戦再試合では、7回表に倒れる。
田中 一郎（たなか いちろう）
一塁手。左投左打。決勝戦再試合では、桃井に一塁を譲るが、木造に代わって7回からショートの守備に付く。生き別れの父と再会したことをきっかけに同点打、さらに宿屋の女将の言葉をヒントに逆転打を打つ。

### その他
坂口 力也（さかぐち りきや）
桜高の甲子園予選4回戦の相手、浅加学院のエースで、一番打順が回ってくるという理由で1番を打つ。右投右打。フォークが得意。殆どが俊足で鉄壁の守備を誇る小柄な選手で構成される浅加学園において、唯一長身で長打力のある選手。坂口の本塁打で点を取り、ボールを低めに集めて鉄壁の守備で捌くことで勝つのが浅加学院の戦術。あすなろにプロでの再会を誓うがプロに進んだのかは不明。
佐藤（さとう）
浅加学院の捕手で8番。右投右打。変化に対応できない坂口のフォークを足で止める、ボール玉にわざと当たるというガッツを見せる。
小池 カズヤ（こいけ -）
桜高の甲子園1回戦の相手、東東京代表・聖誓高校のエースで4番。左投右打。速球がウリだったが、さらに速い桑本で慣れた桜高の選手たちには通用せず、敗退した。甲子園前の人気投票では、達郎を1人上回り1位。それに怒った達郎に、顔面を狙ったピッチャー返しを打たれた。
伊良部（いらぶ）
桜高の甲子園2回戦の相手、岐阜代表・道三高校のキャプテン。右投右打。
木杉（きすぎ）
道三高校の俊足の1番で中堅手。試合中の自分の判断でチャンスを作ったが、監督の怒りを買い、足を負傷した。あすなろから少なくとも2安打を放つ。
浜田監督（はまだ -）
道三高校の監督。試合策士で名将として名高いが、日本刀を使った危険な練習方法や、体罰で選手をコントロールする等、指導者としては優秀とは言い難い。
川口（かわぐち）
陸奥高の2回戦の相手、西東京代表・陽蘭学園高校のエース。勝利を確証し、渡辺にマウンドを譲るも、粘られ再登板。しかし、渡辺より遅い速球と、小比類巻よりキレのないカーブは、既に陸奥高には通用せず、敗退した。
渡辺（わたなべ）
陽蘭学園高校の控え投手。次期エースとして最終回にリリーフしたが、陸奥高の粘りによりマウンドを引き摺り下ろされる。現エースの川口より速い球を投げる。
安部松 健（あべまつ けん）
桜高の準々決勝の相手、鹿児島代表・西郷高校のエースで4番。左投左打。MAX150km/hの剛速球を投げ、打者としても軽々スタンドまで運ぶパワーを持つ。桜高は、タイプの似た桑本の協力で練習した。その時点での桑本より速い速球を投げていたがハワイ遠征メンバーには選ばれなかった。
江口（えぐち）
桜高の準決勝の相手、徳島代表・鳴門水産高のキャプテンで捕手。悪口で相手を苛立たせて打ち取る、「ささやき作戦」を使うが、元三軍の第三野球部相手には通用しなかった。最後の打者として京本に三振に打って取られた。
青葉 金八（あおば きんぱち）
桜高の2年目の甲子園予選1回戦の相手、興新高の双子エースの兄。右投。握力が人並みはずれており、変化の大きいカーブが武器。銀八が投げる時は捕手を務める。
青葉 銀八（あおば ぎんぱち）
興新高の双子エースの兄。左投。兄同様、変化の大きいカーブが武器。金八が投げる時は捕手を務める。

### アメリカ選抜
アメリカ学生選抜チーム。桜高、陸奥高のメンバーに、桑本を加えた日本選抜チームと、ハワイで3戦した。ここでは、ハワイで出会った選抜チーム以外の人物もまとめて掲載する。
ラフ・エバート
大リーグのドラフト1位指名が確実視される豪腕投手。右投右打。日本人を蔑視しており、空港のトイレで小西と会った際に揉め事を起こしている。右腕には100万$の価値があると言われ、トルネード投法から投げられる速球は160km/hに達する。シュートという決め球も持つが、肘に負担がかかるという理由で封印している。かなりの自信家で、第1戦で完全試合を宣言するが、27人目の斉藤の明鏡止水のヒットをきっかけに逆転負け寸前まで追い込まれ、第2戦・第3戦も志願登板する。打者としても非凡で、アメリカ高校球界本塁打記録の98本を打っているが、第1戦では打順をくじで決めたため1番、以降の試合は4番を打った。第1戦において、あすなろを「Chibi（チビ）」と呼んだことで怒らせ、三振に取られる。その際、逆にあすなろに「お前の頭の中身はアメリカン（うすい）だぜ」と挑発され、次の打席でピッチャー返しを喰らう。第2戦においては、追い込まれた末に封印していたシュートを投げ、桑本に対抗して12連続三振を宣言したが、12人目の高橋に本塁打を打たれ、最後は小西にサヨナラホームランを打たれる。第3戦では、ヘイグの活躍の前に半ばヤケになるが、激怒したヘイグにマウンドを引き摺り下ろされる。その後、全てを斉藤から知らされ、ヘイグに全力で投げさせるため捕手を務める。その年のドラフトで大リーグに指名される。
ヘイグ・オコーナー
第3戦から登場した捕手。「東ヨーロッパの革命の起こった国」出身。その革命で両親は他界し、生き残った妹のエレーザと2人でアメリカに渡った。右投右打だが、革命時に左腕に弾丸を受け、自由が利かないため、左打席で打つ。身体能力は常人を圧倒しており、スナップスローで白石兄の盗塁を阻止し、クロスプレーで海堂を跳ね返し、片手でスタンドまで運ぶ。第3戦の試合中、ラフが妹の写真を破り捨てたことで激怒、サインに従わないラフを引き摺り下ろして投手になるが、伸びのある球を捕手が捕球できず、投球を加減して打ち込まれる。全てを知ったラフが捕手になってからは日本チームを完全に抑える。その年のドラフトで大リーグに指名される。
エミリー
桑本のペンフレンドで、ラフとも顔見知り。ラフから好かれており、付きまとわれている。
ジミー
エミリーの弟で、野球好きの少年。交通事故で足を悪くし、車椅子生活を余儀なくされている。手術すれば9割9分足は治るが、失敗すると野球が出来なくなるという理由で手術を拒んでいる。桑本と、「10連続三振をとったら手術を受ける」という約束をし、約束を守った桑本を「最高の男」と認め、手術を受けることを決心した。三振を獲る投手が好きで、特にノーラン・ライアンのファン。
エレーザ
ヘイグの妹で、エミリーに似ている。

### 千葉マリンズ
飛翔編に登場する架空のプロ野球の球団。セントラル・リーグに属している。実在する「千葉ロッテマリーンズ」とは無関係。あすなろ、桑本が入団することになる。途中、オーナーにより球団が何度も窮地に立たされるが、あすなろ達の活躍により球団史上初のリーグ優勝そして日本一となる。
神 龍一（じん りゅういち）
マリンズの4番バッターでポジションはサード。背番号6。チームの頼れるキャプテン的存在だが、初登場時はただの酔っ払いだった。20年前はマリンズ唯一の20勝投手で、かつ投手でありながらホームラン25本も記録した。しかし、拒人から8勝をあげた事から、怒った拒人ファンがマリンビールを飲まなくなってしまい、結果として会社の売り上げが下がった。その事をねたんだオーナーの挑発的暴言に反応し、殴打したため、二軍落ちし、以降20年間二軍で過ごすこととなる。しかし、20年ぶりに一軍登録されたことと、あすなろ達の入団により喚起され、再び実力を発揮することとなる。弘島戦において、自らの34試合連続安打の記録を捨て、野森の連続30盗塁成功記録を達成させた。本塁打王をヤスルトのイケヤマと競い、最終的には36本で2位。打点王に輝く。
野森（のもり）
通称「ノム」。本作には別にヤスルトの監督として野森に似た人物が出ているが、双方の血縁関係などは無い。背番号19。入団5年目まではキャッチャーで右打だったが、弱肩で打力がない。そのため、やけ酒を煽っていたところを神に見いだされ、そのコーチにより、スイッチヒッターに転向、ポジションはファーストにコンバートした。しかし、結局二軍で15年を過ごした。ID野球が趣味で全球団の投手の配球パターンを記憶しているが、打力が無いため、鋭い選球眼と足の速さでカバーをしている。走塁の際、ゴーグルをつけるのがトレードマーク。死のロードの弘島戦で神の助力により、連続30盗塁成功記録を達成した。37盗塁で盗塁王に輝く。テレビCM出演の際、皆がユニフォーム姿なのに、一人だけモーニング姿で登場するなど、笑いを誘うキャラクターという位置づけでもある。
チャーリー・ハーマー
小暮監督がセントルイス・カージナルスから呼んだ助っ人外国人。背番号1。大リーグでの成績は、オージー・スミスの控えだったため出場機会も少なく打率も低かったため日本では低く評価されていたが、実は高い守備の技術を持ち、守備だけで一流選手の並の年俸評価を受けていた。大リーグ時代とは比較にならないくらいの安い年俸でオファーを受けたが、「日本で野球をする」という祖父の夢を叶えるため、そのオファーを受け来日した。マリンズでは、守備の穴だったショートを守り、その抜群の守備力と明るい人柄でチームのムードメーカーとなった。カンガルー革のスパイクを使用し、チーム1の俊足を誇った。打力はないが、金槌にヒントを得た打法で4打数4安打を予告達成した事がある。祖父の形見として、弾痕のあるボールを持っている。作中では、「あぁ 人生に涙あり」を歌ったが、音痴らしい。トオルちゃんというアライグマを飼っている。36盗塁で2位の記録を残した。桑本が球界を追放されていた時には近所の散歩と称して子供たちとの早朝練習に顔を出し、桑本に手加減なしの実戦練習を買って出た。
ポール・浜田（- はまだ）
※マリンズの選手ではないが、チャーリーの補足としてここに掲載する。
チャーリーの祖父で、日系二世。故人。戦前はアマチュア野球の選手で、小暮とも交流があった。小暮と日本で一緒に野球をすることを約束しており、本人もそれを望んでいたが、第二次世界大戦で敵味方に分かれて戦うことになる。なお、彼は442部隊に配属され、大西洋方面の戦線に参加しているので、直接日本軍とは戦っていない。小暮と同じく終戦間際に被弾したが、ボールに当たり命拾いする。しかし被弾時に手から滑り落ちた手榴弾の爆発に巻き込まれて肩を壊し、投球が出来なくなってしまった。数十年後、大リーグ入りを決めたチャーリーに、戦争で自らの命を救ったボールと日本で野球をする夢を託して他界した。
ジョージ・ベートーベン
オーナーが、好調のチームの足を引っ張らせるためにとアメリカから呼んだポンコツ外国人選手。マリンズ入団以前は1Aの選手だった。背番号13。ポジションはライトで初登場時の打順は7番。気性が荒く、通称「破壊屋（バスター）ジョー」。ルートヴィヒ・ファン・ベートーベンの子孫らしい。当初は、スイングは鋭いが極度のダウンスイングで、ボールにはかすりもしなかった。母親の助言により、片手で打つことでスイングを修正し始めてからは少しずつ当たり始め、両手で構えた初球、月光の音楽と共に月に向かってホームランを打った。実はベートーベンビールの御曹司で、オーナーがマリンズ身売りを止め、選手全員、成績に関係なく減俸を繰り返し、プロ野球最低年俸に据え置く飼い殺しを宣言した後でも、優勝をあきらめないチームメイトの熱い志に心を打たれ、かねてから父親から要望されていたと推測される、後継者として会社経営に専念する事と引換えに、プロ野球選手を引退することを決意。その条件として、父親に対して、マリンズの親会社であるマリンビールの株を買い占め、これを買収し、子会社であるマリンズも実質買収することを依頼した。後にマリンビールをベートーベンビールJAPANに改名し、社長に就任し、チームを守ることを宣言する。その記者会見の当日の試合で代打出場、サヨナラ本塁打を打つ。シーズン120三振の三振王。
若見 荘次（わかみ そうじ）
ポジションはショート、後にレフト。背番号7。当初は若手のリーダー的存在であり、チーム腐敗の原因となっていた。監督が黒姫から小暮に代わって以降、小暮に対してやる気のない発言をしたため、小暮から殴打され、以降出場機会を失った。江口を庇った八百長事件では前田から、切り刻まれたチャーリーのスパイクを若見の鞄に忍ばされ、犯人扱いされる嫌がらせを受けた。この頃から、当初のイメージから改心する姿がかいま見えはじめ、江口引退後は、「江口の分まで」と長打力アップにこだわりすぎた故にスランプに陥った。スランプから脱するため、コルク入りバットにも手を出そうとしたが、バット職人にコルクが意図的に抜かれたバットをコルク入りバットと称して渡され、プラセボ効果により長打を連発。バットの問題ではなく心の焦りからくる力みが打撃不振の原因と気づいた後、スランプを脱した。その後はチームの中心的存在として、マリンズ史上最強の5番バッターと称された。
薬師丸（やくしまる）
監督が小暮に代わった後の正捕手。背番号2。小池の策略によるひき逃げによりシーズン途中で戦線離脱している。
江口 宏（えぐち ひろし）
3番レフトでレギュラーを得ていた強肩の外野手。背番号28、左投左打。親の借金を肩代わりしてしまい、金に困っていたところを前田につけ込まれ、金を渡されて、八百長に加担してしまう。若見に庇われ、チームメイト、妻子の応援もあり試合でも疑いを晴らす形となるサヨナラヒットを放ったが、試合直後、八百長を自白し、その責任を負う形で任意引退した。26歳、在籍8年、生涯打率.265、本塁打97本。引退後は仕出し弁当屋に就職。桑本が一時プロ野球を永久追放された際は、桑本の面倒を見て、いつでも復帰できるよう練習相手も買って出ている。また、オーナーからの嫌がらせで弁当に下剤が仕込まれたのを知ると、その弁当をオーナーに手渡して食べさせ、一矢報いている。
前田 宗一（まえだ そういち）
当初は正捕手で、オーナーや黒姫監督の犬であり、わざと負けるリードを行い、チームの足を引っ張る存在だった。そのため小暮監督下では控え選手となった。背番号20。薬師丸がひき逃げに遭ったため、正捕手に復帰するが、オーナーらの策略に従い自ら八百長をし、また江口の弱みにつけ込み彼も八百長に引きずり込む。八百長が明らかになると失踪し、現役登録を抹消された。
月の屋 二郎（つきのや じろう）
オーナーの嫌がらせによって、主力と交代で一軍に上がった選手。背番号22。20年間二軍でも最低レベルの成績で、口だけが上手い調子のいいゴマすり野郎だと思われていたが、ある試合で代走を志願。頭脳的なホームスチールでサヨナラゲームを演出した。その後、前田失踪後の捕手として心理合戦では驚くべき力を発揮し、得意の心理戦とささやき戦術であすなろ達をリードした。肩が弱いのが弱点だが、素手でキャッチする荒業で盗塁を阻止している。シーズン最終戦、先制点で決勝点となる生涯初めての本塁打を放つ。病床の母と、エリートの兄・宏がいる。口癖は「～でゲスよ」。後輩である弘島の山元と会話するときや一度だけ人前で眼鏡を外した時の眼差しは普段の姿とは違う鋭さだった。少年時代の回想編も描かれるなど、物語の後半ではかなり活躍をしている。
香川（かがわ）
月の屋と一緒に一軍に上がった選手。右投右打、投手、背番号0。無口で作中ほとんど話さず、話したのは連投のあすなろのリリーフを志願した試合と、回想シーンのみ。10年前のドラフト1位で、即戦力として貴重なリリーフとして活躍したが、オーナーと黒姫の思惑で弘島戦にストッパーとして3連投して3戦目で打たれ、ボーナスが無くなった事を逆恨みした黒姫により二軍に落とされる。その3連戦中、母危篤の知らせを黒姫に握りつぶされていたために死に目に会えず、そのショックで無口になった。入団時は上投げだったが、太りやすい体質のため腹が邪魔になるほど太り、それが原因でアンダースローに転向した。その副産物として、腹が邪魔で投球時のリリースポイントが打者から見えず、タイミングを狂わせることが出来た。その後はストッパーとして活躍した模様。斉藤輪大の寺の檀家であり、寺に母の墓がある。その墓は敷地だけで墓石の無い状態が続いていたが、チームメイトの厚意により墓石が寄贈された。
柏木（かしわぎ）
オーナーの嫌がらせによって、急遽支配下登録された選手。オーナーが先発予告するまでバッティングピッチャーだった。背番号39。針の穴を通すようなコントロールの持ち主であるが、球速は120km台で、それまでの成績は22年間で0勝3敗にすぎなかった。気が弱く極度のあがり症であり、インコースを攻められないなど、マウンドでは甘い球筋が多かったが、小暮監督の策により秘薬と称した焼酎を飲まされ豹変（完全試合を達成した今井雄太郎のエピソードをベースにしている）し、マリンズを勝利へと導いた。ただし、本人は焼酎の飲み過ぎで乱闘騒ぎを起こし、退場処分となる。以降は、先発中継ぎに欠かせない投手となった。青森出身で青森むつ市の試合では、出身地ファンからの熱い声援をうけ、「焼酎が無くても、今のおまえには声援があるじゃないか」と小暮に諭され、以降焼酎なしであがり症を克服した。また、日本シリーズ第4戦では9回2死から桑本をリリーフし胴上げ投手にもなった。
鈴木（すずき）
マリンズのレギュラー中堅手。主に5・6番を打つ。右投右打。背番号不明。
市原（いちはら）
マリンズのレギュラー二塁手。打順は7・8番など下位を打つ。右投右打。背番号11。
田村（たむら）
マリンズのローテーション投手。小暮監督が先発ローテーション表を作成しているときに檜・柏木らとともに名前が挙がっていた。
オーナー（-）
マリンビールの社長で、球団オーナー。東大法学部卒。茨城の某大手電機メーカーと共謀して、球団を売り払った金と球場跡地を利用してレジャーランドを作る計画を立て、球団身売りを画策する。そのために良い成績を残してもらっては困るため、球団に度重なる嫌がらせをする。シーズン終盤、自分の思惑に逆らって優勝争いをするマリンズに対して、「球団身売りをやめて選手を飼い殺しにする」と針路変更。しかし、マリンズへの嫌がらせに目を向けすぎ、本業のマリンビールの経営を顧みなくなったため、隙が生じ、その隙をジョージ・ベートーベンに突かれ、敵対的買収によりマリンビールおよびマリンズの経営権を失う。マリンビール自体の経営もあまり熱心ではなく、ベートーベンがマリンビールを初めて飲んださい、「小便みたいな味のビール」とその場で吐き出している。桑本を道連れにしようと、乗り込んだ桑本球界復帰を検討するコミッショナー会議では、株式売却で得た30億円の賄賂を使って、桑本復帰を阻止するべくコミッショナーを買収しようとするも、一喝され失敗におわる。最終戦の最中、不正経理の商法違反（粉飾決済など）で逮捕される。最後は自らの過ちを認め、マリンズの優勝を見届けた。
黒姫 達雄（くろひめ たつお）
当初のマリンズ監督。オーナーの意向を実行する、いわば「最下位請負人」。小暮の監督就任によってフロント入りした後もオーナーの姑息な策略の実行役となるが、ことごとく失敗した。
小暮 憲三（こぐれ けんぞう）
元々はマリンズのスカウトマンだったが、オーナーの「マリンズを負けさせるための策」として、黒姫に代わりシーズン途中でマリンズの監督となる。長くスカウトをしていたためか選手掌握術に優れていて、マリンズを優勝争いができるまでのチームに仕上げた。戦前はプロ野球の選手で、巨人戦に1度だけ登板した後、戦地に赴いた。戦場で、上官の命令により、手榴弾を連投させられ、ついに肩を壊し、野球の道は閉ざされてしまった。戦地で弾痕を受け止め、命を救ったボールを、大学受験のお守りにとあすなろに贈った。なお、チャーリーの祖父とは戦前に野球を通じて交流があった。

### その他のプロ球団
飛翔編に登場する、マリンズ以外のプロ球団所属選手。
桑田（くわた）
拒人の選手。途中から「桑多」となっている（発刊のタイミングによっては最初から桑多）。マリンズとの開幕戦で、桑本と投げ合った。
広佐和（ひろさわ）
ヤスルトの選手。柏木の予告先発試合で4番を打ち、顔面狙いの危険球で乱闘になった。
牧原（まきはら）
拒人の選手。マリンズ打線の粘りに球数を多く投げらせられ、疲れたところを桑本に東京ドームの天井スピーカーに当たる特大ホームランを打たれる。その後も打者一巡の猛攻を受け、マリンズ初の4月拒人戦勝利を献上してしまう。
星山 仙一（ほしやま せんいち）
宙日の監督。乱闘やラフプレーで相手選手を潰すことを戦術と考えている模様だが、正々堂々とした試合を好む。毎年、病気の子供達を試合に招待している。
台野（だいの）
弘島の選手。「一塁殺しの台野」と呼ばれ、野森の連続盗塁記録のかかった試合に先発登板した。一度は牽制で刺したが、神の援護で記録達成されてしまう。また、ジョージの来日2戦目でリリーフ登板し、間隙を突かれ、月の屋にホームスチールをされる。フィールディングが上手く、過去に何度かゴールデングラブ賞を獲得しているらしい。
立川（たちかわ）
弘島の選手。ジョージの来日2戦目に出場した捕手。
山元監督（やまもと -）
弘島の監督。月の屋の小学校以来の1年後輩で、頭が上がらない。
イケヤマ
ヤスルトの選手。神と本塁打王を争った。
野林監督（のばやし -）
ヤスルトの監督。インタビューで捕手力の重要さを解き、試合で月の屋の弱点を突いた。同一人物をモデルにしている野森との血縁関係などはなく、他人の空似と作中ではされている。
落相（おちあい）
宙日の選手。連投で疲弊したあすなろを苦心させるが、桑本の言葉をヒントに心理戦に持ち込んだあすなろ相手に三振する。
盛（もり）
西部の監督。日本シリーズ直前のニュース番組に白江コーチと共に出演し、自信満々の発言をするが、桑本の4連投の前に敗れ去る。

### 球界以外
別所（べっしょ）
マリンズ戦の中継で、よく解説者として出ている。試合中にマリンズ選手に対してマイナスな予想をしては、ことごとく外れている。その結果、自ら宣言した髪型・格好などで解説することとなっている。最後は裸で逆立ちして球場一周をした。
梅（うめ）
江口と桑本が働いた弁当屋の古株の年配の女性。心臓のに持病を持つ。桑本のことを幼くして亡くした息子のように可愛がっていた。
タカ夫（たかお）
梅の甥。幼少から病気がちで体の弱く、他の子よりも体が小さいため学校内でいじめられてきたことから気が弱く消極的。だが野球だけは特別で、桑本のファンということもあり部屋には桑本のポスターをたくさん貼ってあるほど。スイングもままならないほどの運動音痴ではあるが、桑本のアドバイスでコージの投げるボールを打てるようになった。のちに桑本の球界復帰の署名運動のため先頭に立って動いた。
コージ
タカ夫の所属している野球チームのリーダー格。ほかのメンバーよりも体格が大きい。タカ夫のことは数合わせ（チームはギリギリ9人しかいなかった）とお荷物扱いしていたが、桑本からアドバイスを受けたタカ夫に自らの投げるボールを打たれたことや桑本と知り合いだったことで態度を一変。桑本のことは当初こそは「野球賭博で永久追放になった桑本だ」と驚くも、実はファンだったため握手を求めた。後にチーム名をマリンズにあやかって「ジュニアマリンズ」と変更した際は桑本を名誉メンバーとしてチームのユニフォームを贈り、桑本の球界復帰の際も見送りに顔を出していた。
小池（こいけ）
名目上は竹上総理の第一秘書で、実質的には政界を牛耳っている人物。政治資金調達のため、野球賭博に加担しており、そのためにオーナーに協力した。瀬川献金事件にも加担しており、収賄罪で逮捕される。かつてはリスルート事件にも関係していた。実は末期癌であり、取調べ中に吐血して入院し、桑本に自分が永久追放の黒幕であることを明かし、土下座を求めるも、逆に感謝されてしまい、反論できずに翌日急死した。死の間際、「桑本君はシロだ」との一行だけの遺書を残した。
石井（いしい）
東京地検の検事。瀬川献金事件で逮捕された小池を担当した。かつてリスルート事件の捜査をしている際、小池により地方に飛ばされた。桑本の球界復帰を願う1人であり、小池の遺言をコミッショナーに報告し、桑本の球界復帰を後押しした。コミッショナー会議にも同席している。
プロ野球コミッショナー
氏名は不明。マリンズオーナーと同じ東大法学部出身。石井から「桑本はシロ」と遺した小池からの遺言の報告を受け、桑本の球界復帰の会議の場を設ける。その会議で桑本の復帰を妨害しようとするオーナーから多額の現金（持ち株を売却して得た30億円）で買収させらされそうになるが、それを拒否した上でオーナーに「顔を洗って出直せ」と一喝を入れる。その際に自身のことをコミッショナーであると同時にプロ野球を愛する一個人でもあることも伝えている。

## 単行本
- 第1巻 1988年3月17日発売。ISBN 4063113264
  - 第一話 「僕達はクズじゃない」
  - 第二話 「戦いは始まった!!」
  - 第三話 「10対0からの攻撃」
  - 第四話 「史上最大の攻撃」
  - 第五話 「アクシデント」
  - 第六話 「背水の陣」
  - 第七話 「9番目の男」
  - 第八話 「本格派投手への道」
- 第2巻 1988年4月16日発売。ISBN 4063113388
  - 第九話 「真価が問われる時」
  - 第十話 「2回表の猛攻」
  - 第十一話 「エース登場」
  - 第十二話 「銚子工業の秘密兵器」
  - 第十三話 「最強の6番打者 桑本」
  - 第十四話 「三軍の気迫」
  - 第十五話 「執念が生んだ奇跡」
  - 第十六話 「勝利への執着心」
- 第3巻 1988年6月17日発売。ISBN 4063113531
  - 第十七話 「9回裏の対決」
  - 第十八話 「監督の秘密」
  - 第十九話 「鬼頭さゆりの病気」
  - 第二十話 「対一軍前夜」
  - 第二十一話 「対一軍試合開始」
  - 第二十二話 「あすなろの欠点」
  - 第二十三話 「野球の恐ろしさ」
  - 第二十四話 「海堂の悩み」
- 第4巻 1988年8月17日発売。ISBN 406311371X
  - 第二十五話 「スライダー攻略法」
  - 第二十六話 「まさかり打法の秘密」
  - 第二十七話 「穴に隠された秘密」
  - 第二十八話 「一軍の伝家の宝刀」
  - 第二十九話 「プッシュバント封じ作戦」
  - 第三十話 「一軍に生まれた絆」
  - 第三十一話 「血染めのバット」
  - 第三十二話 「勝負を決める打席」
  - 第三十三話 「背番号1の誇り」
- 第5巻 1988年10月17日発売。ISBN 4063113884
  - 第三十四話 「0の攻防」
  - 第三十五話 「京本の秘策」
  - 第三十六話 「一本足対一本足」
  - 第三十七話 「かくされた過去」
  - 第三十八話 「県大会開幕」
  - 第三十九話 「無名校の大物」
  - 第四十話 「浅加学院の秘密」
  - 第四十一話 「鉄壁の守備陣」
  - 第四十二話 「怒りの斉藤輪大」
- 第6巻 1988年12月17日発売。ISBN 4063114104
  - 第四十三話 「坂口の決め球」
  - 第四十四話 「最高の仲間」
  - 第四十五話 「高校生活最高の勝負」
  - 第四十六話 「桑本の謎」
  - 第四十七話 「桑本登場」
  - 第四十八話 「エース桑本! 絶好調」
  - 第四十九話 「天才が努力する時」
  - 第五十話 「サード、大穴、石井君」
  - 第五十一話 「第三野球部100%全開」
- 第7巻 1989年3月17日発売。ISBN 4063114325
  - 第五十二話 「炎の根性男<ガッツマン> 高橋」
  - 第五十三話 「ボク達の野球」
  - 第五十四話 「ガケっ縁の銚子工業」
  - 第五十五話 「あすなろ対桑本、どたん場の勝負」
  - 第五十六話 「延長戦突入」
  - 第五十七話 「オレも第三野球部の一員だ!!」
  - 第五十八話 「一点への熱き想い」
  - 第五十九話 「二人のヒーローの男泣き」
  - 第六十話 「悲運の黒潮商業」
- 第8巻 1989年6月17日発売。ISBN 4063114600
  - 第六十一話 「天秤打法の秘密」
  - 第六十二話 「因縁の木バット」
  - 第六十三話 「執念の黒潮野球」
  - 第六十四話 「五十嵐のお姉さん」
  - 第六十五話 「緊張高まる決勝直前」
  - 第六十六話 「第三野球部の重大な欠点」
  - 第六十七話 「右中間が大ピンチ!!」
  - 第六十八話 「五十嵐の執念」
  - 第六十九話 「所沢部長の好アドバイス」
- 第9巻 1989年8月17日発売。ISBN 4063114767
  - 第七十話 「五十嵐の不敵な笑い」
  - 第七十一話 「高橋、大ピンチ」
  - 第七十二話 「高橋の穴をみんなで埋めろ!!」
  - 第七十三話 「第三野球部、大チャンス!!」
  - 第七十四話 「あすなろの熱投」
  - 第七十五話 「黒潮商のジンクス」
  - 第七十六話 「死闘が続く延長戦」
  - 第七十七話 「最後の一球」
  - 第七十八話 「オレ達の夢」
  - 第七十九話 「夢の甲子園」
- 第10巻 1989年10月17日発売。ISBN 4063114929
  - 第八十話 「石井君の悩み」
  - 第八十一話 「石井君のマル秘特訓用グローブ」
  - 第八十二話 「勝負!あすなろVS.石井」
  - 第八十三話 「三拍子の男」
  - 第八十四話 「カッコマン集団、聖誓高校」
  - 第八十五話 「聖誓以外の敵」
  - 第八十六話 「Aランクの実力」
  - 第八十七話 「華麗なる復讐」
  - 第八十八話 「あすなろ、乱調!!」
  - 番外編 「斉藤輪大物語」
- 第11巻 1990年1月17日発売。ISBN 4063115208
  - 第八十九話 「新たなる戦いに向けて」
  - 第九十話 「けっぱれ! 陸奥高」
  - 第九十一話 「道三高校の恐るべき練習」
  - 第九十二話 「ロボット軍団!?」
  - 第九十三話 「道三高VS.桜高、開戦!」
  - 第九十四話 「超魔術? 浜田の采配」
  - 第九十五話 「管理野球の神髄」
  - 第九十六話 「浜田野球の死角?」
  - 第九十七話 「木杉ふたたび」
- 第12巻 1990年4月17日発売。ISBN 4063115518
  - 第九十八話 「道三高の変身」
  - 第九十九話 「血の通った野球」
  - 第百話 「九回裏、必死の攻防」
  - 第百一話 「火を吹くか、天秤打法」
  - 第百二話 「フェアか!ファールか!」
  - 第百三話 「おめーらはカメだ」
  - 第百四話 「どうにもならない敵」
  - 第百五話 「エースをひきずり出せ!」
  - 第百六話 「カメはウサギに…」
- 第13巻 1990年6月16日発売。ISBN 4063115712
  - 第百七話 「姿なき2番目の敵」
  - 第百八話 「勇気をください!」
  - 第百九話 「桑本の友情」
  - 第百十話 「鉄の球を投げる男、安部松」
  - 第百十一話 「安部松の疑問」
  - 第百十二話 「（超）速球の秘密」
  - 第百十三話 「夢の甲子園で…」
  - 第百十四話 「夢の甲子園のマウンド」
  - 第百十五話 「控え投手は元一軍エース!」
- 第14巻 1990年8月17日発売。ISBN 4063115887
  - 第百十六話 「夢を越えた現実」
  - 第百十七話 「相手はどこだ、決勝戦!!」
  - 第百十八話 「いざ 決勝戦!」
  - 第百十九話 「昨日の友は今日の敵」
  - 第百二十話 「肩で息をする小比類巻」
  - 第百二十一話 「十人めの男」
  - 第百二十二話 「意地と粘りの一 二塁間」
  - 第百二十三話 「決戦!あすなろVS.小比類巻」
  - 第百二十四話 「限界の一球」
- 第15巻 1990年10月17日発売。ISBN 4063116042
  - 第百二十五話 「理事長の過去」
  - 第百二十六話 「再試合プレイボール」
  - 第百二十七話 「先取点は!?」
  - 第百二十八話 「名門! 下位打線」
  - 第百二十九話 「幻か!? 現実か!?」
  - 第百三十話 「父っちゃのために」
  - 第百三十一話 「最後の夏」
  - 第百三十二話 「どたん場の大バクチ」
  - 第百三十三話 「二人の三年生」
- 第16巻 1990年12月14日発売。ISBN 4063116220
  - 第百三十四話 「海堂、激走!!」
  - 第百三十五話 「涙の閉会式」
  - 第百三十六話 「甲子園の次にくるもの」
  - 第百三十七話 「ハワイの洗礼」
  - 第百三十八話 「100万$の右腕」
  - 第百三十九話 「160Kmの衝撃!」
  - 第百四十話 「ダメ男?」
  - 第百四十一話 「屈辱の完全試合宣言」
  - 第百四十二話 「本領発揮」
- 第17巻 1991年3月16日発売。ISBN 4063116492
  - 第百四十三話 「九回表二死」
  - 第百四十四話 「桑本、ハワイに誓う」
  - 第百四十五話 「桑本、現在<いま>の100%」
  - 第百四十六話 「最高のナイスガイ」
  - 第百四十七話 「あらたなる約束」
  - 第百四十八話 「ラフの秘密兵器」
  - 第百四十九話 「意地をかけた逆予告」
  - 第百五十話 「おいしい水」
  - 第百五十一話 「戦闘機械<ファイティングマシーン>!」
- 第18巻 1991年5月17日発売。ISBN 4063116662
  - 第百五十二話 「恐るべき捕手<キャッチャー>!」
  - 第百五十三話 「ヘイグの過去」
  - 第百五十四話 「仲間割れ」
  - 第百五十五話 「はぎとられた勲章」
  - 第百五十六話 「ザ・キャッチャー」
  - 第百五十七話 「あすなろの弱点」
  - 第百五十八話 「敵として! 友として!」
  - 第百五十九話 「別れは始まりの場所で!」
  - 番外編 「海道タケシ物語」
- 第19巻 1991年7月17日発売。ISBN 4063116891
  - 第百六十話 「嵐を呼ぶ男」
  - 第百六十一話 「敵情視察」
  - 第百六十二話 「捕手<キャッチャー>は君だ!」
  - 第百六十三話 「とんでもない親睦会」
  - 第百六十四話 「堀江の"努力"が生まれた日」
  - 第百六十五話 「怪物!桑本の球をとる男」
  - 第百六十六話 「"本気"の銚子工」
  - 第百六十七話 「中尾のアドバイス」
  - 第百六十八話 「堀江とサブの共通点」
- 第20巻 1991年9月17日発売。ISBN 4063117073
  - 第百六十九話 「気合いと気合いの攻防戦」
  - 第百七十話 「意外な代役指名」
  - 第百七十一話 「海堂、大学の壁に当たる!?」
  - 第百七十二話 「堀江の決意」
  - 第百七十三話 「正邪二面の実力!」
  - 第百七十四話 「あすなろ、ひとり相撲」
  - 第百七十五話 「カーブをおそれるな!」
  - 第百七十六話 「ガンバリに応えろ!」
  - 第百七十七話 「兄弟のきずな」
- 第21巻 1991年11月16日発売。ISBN 4063117286
  - 第百七十八話 「運命を変えたレフト守備」
  - 第百七十九話 「土屋の心配事」
  - 第百八十話 「最後の審判」
  - 第百八十一話 「輪大の奇策!?」
  - 第百八十二話 「成るか! 桑本攻略」
  - 第百八十三話 「気迫の最終打席」
  - 第百八十四話 「宿敵<ライバル>との最終決着」
  - むつ利之の日本昔話 「泣いた赤鬼」
- 第22巻 1992年1月17日発売。ISBN 4063117456
  - 第百八十五話 「それぞれの道」
  - 第百八十六話 「一試合だけのプロ野球」
  - 第百八十七話 「意外な後援者?」
  - 第百八十八話 「よっぱらい登場」
  - 第百八十九話 「勝利への条件」
  - 第百九十話 「20万年前の名選手」
  - 第百九十一話 「負けるための野球」
  - 第百九十二話 「意外なリード役」
  - 第百九十三話 「ノムのもう一つの武器」
- 第23巻 1992年3月17日発売。ISBN 4063117626
  - 第百九十四話 「直球<ストレート>を狙え!」
  - 第百九十五話 「緊急ミーティング」
  - 第百九十六話 「ダブルヘッダーの罠」
  - 第百九十七話 「必死の粘り」
  - 第百九十八話 「流れは変わった!?」
  - 第百九十九話 「無我の境地のピッチング」
  - 第二百話 「もう1つのストレート!!」
  - 第二百一話 「マリンズ、ドームに死す?」
  - 第二百二話 「別人のマウンド」
- 第24巻 1992年5月16日発売。ISBN 4063117812
  - 第二百三話 「誰よりもヒーロー!」
  - 第二百四話 「謎のガイジン」
  - 第二百五話 「チャーリー・ハーマーの正体」
  - 第二百六話 「生き残るための道」
  - 第二百七話 「ビーンボールの真の標的」
  - 第二百八話 「目にハ目を!!」
  - 第二百九話 「転落の日々」
  - 第二百十話 「最後の選択」
  - 第二百十一話 「桑本復活!」
- 第25巻 1992年8月8日発売。ISBN 4063118134
  - 第二百十二話 「夢のつまったボール」
  - 第二百十三話 「死のロード」
  - 第二百十四話 「北の友情」
  - 第二百十五話 「情に応える采配」
  - 第二百十六話 「サインボールの思い出」
  - 第二百十七話 「マリンズ、TV中継へ」
  - 第二百十八話 「釘づけ」
  - 第二百十九話 「走れ、ノムっ!」
  - 第二百二十話 「チャーリーの親友」
- 第26巻 1992年11月17日発売。ISBN 4063118398
  - 第二百二十一話 「打撃のヒント」
  - 第二百二十二話 「釘を打つチャーリー」
  - 第二百二十三話 「新打法は完成した」
  - 第二百二十四話 「宙日・星山という男」
  - 第二百二十五話 「ああ、またオーナーが…」
  - 第二百二十六話 「新メンバー、だっぺよ」
  - 第二百二十七話 「破壊屋<バスター>ジョー!」
  - 第二百二十八話 「ワタシがママ♥よ」
  - 第二百二十九話 「ジョージの打法を…」
- 第27巻 1993年2月17日発売。ISBN 4063118673
  - 第二百三十話 「交響曲"月光"」
  - 第二百三十一話 「月に向かって打て」
  - 第二百三十二話 「ゴマすり月の屋」
  - 第二百三十三話 「月の屋の秘密」
  - 第二百三十四話 「走れ!月の屋」
  - 第二百三十五話 「月の屋の作戦」
  - 第二百三十六話 「オーナーの陰謀」
  - 第二百三十七話 「買収の黒いワナ」
  - 第二百三十八話 「完璧な八百長試合」
- 第28巻 1993年3月17日発売。ISBN 4063118797
  - 第二百三十九話 「ジョージの打法を…」
  - 第二百四十話 「チャーリーの親友」
  - 第二百四十一話 「打撃のヒント」
  - 第二百四十二話 「釘を打つチャーリー」
  - 第二百四十三話 「新打法は完成した」
  - 第二百四十四話 「宙日・星山という男」
  - 第二百四十五話 「ああ、またオーナーが…」
  - 第二百四十六話 「新メンバー、だっぺよ」
  - 第二百四十七話 「破壊屋<バスター>ジョー!」
- 第29巻 1993年4月17日発売。ISBN 4063118894
  - 第二百四十八話 「月の屋の弱点」
  - 第二百四十九話 「日本一の名キャッチャー」
  - 第二百五十話 「オーナーの特製弁当」
  - 第二百五十一話 「オーナー最後の陰謀」
  - 第二百五十二話 「桑本! 嘘だと言ってよ!!」
  - 第二百五十三話 「永久追放」
  - 第二百五十四話 「梅さんのお守り」
  - 第二百五十五話 「誓いのブルペン」
  - 番外編 「月の屋少年"僕の好きな先生"」
- 第30巻 1993年5月17日発売。ISBN 4063118991
  - 第二百五十六話 「悪を暴け!」
  - 第二百五十七話 「リリーフ登場」
  - 第二百五十八話 「デブ投法」
  - 第二百五十九話 「香川の力」
  - 第二百六十話 「香川家の墓」
  - 第二百六十一話 「誓いのVサイン」
  - 第二百六十二話 「小池の遺言」
  - 第二百六十三話 「Jr.マリンズ」
  - 第二百六十四話 「生きてる球」
  - 第二百六十五話 「ベートーベンの決心」
- 第31巻 1993年7月17日発売。ISBN 4063119254
  - 第二百六十六話 「男は黙って…」
  - 第二百六十七話 「最後の一球」
  - 第二百六十八話 「二人の野球生命」
  - 第二百六十九話 「桑本の背中」
  - 第二百七十話 「ベンチ裏のブルペン」
  - 第二百七十一話 「渾身の第1球」
  - 第二百七十二話 「意外な選手交代劇」
  - 第二百七十三話 「涙のウイニングボール」
  - 第二百七十四話 「激闘 日本シリーズ前夜」
  - 最終話 「ずっと野球が大好きだ!」

- 第22巻からタイトルに『飛翔編』とつき、話数もアラビア数字に変更された。ここでは統一のために和数字にしている。
- 百十二話タイトルは本来は囲み文字。

## テレビアニメ
1988年10月22日から1989年9月29日までフジテレビ系列で放送された。全40話。
1985年以来、これまでフジテレビでは土曜19:30枠に『ハイスクール!奇面組』→『ついでにとんちんかん』ちギャグアニメを放映してきた。しかし本作に関してはそれまでとは180度違う硬派なシリアス一直線な野球アニメ作品として放映された。この方針転換は好転せず、後番組もコメディ路線に復帰した。
事実上、昭和に放送開始された最後のアニメとなった。また、NASが『週刊少年マガジン』原作アニメを製作するのは2017年の『徒然チルドレン』まで約28年ブランクが空くことになる。

### 放送時間
初回から第17話の1989年3月25日までは毎週土曜19:30 - 19:58に全国ネットで放送されたが、昭和天皇の病状悪化・崩御に伴う特番等、様々な特番が編成された影響で1ヶ月近く放送されなかった事もあり、第18話より毎週金曜16:30 - 17:00へ移動するとともにローカル枠降格となった。富山テレビ・石川テレビ・福井テレビ・東海テレビ・テレビ新広島などでは打ち切りになっている（東海地区の未放送分はメ〜テレ・テレビ愛知で全国ネット分の再放送後引き続き放送された。またテレビ新広島では1992年に平日16:00 - 16:30の帯再放送枠で全話放送された）。系列外では、テレビ山梨（TBS系列）にて月曜 16:25 - 16:55にて放送されていた。

### スタッフ
- 企画 - 清水賢治（フジテレビ）
- 原作 - むつ利之（週刊少年マガジン刊）
- チーフディレクター - 福富博
- キャラクターデザイン・総作画監督 - 金沢比呂司
- 美術監督 - 河野次郎
- 撮影監督 - 森下成一
- 音響監督 - 山崎宏
- 音楽 - 本間勇輔
- プロデューサー - 堀内孝（NAS）、茂垣弘道（スタジオコメット）
- OPアニメーション（第4話 - 第8話） - 音無竜之介
- 動画チェック - 結城司、黒川祥一、渡辺裕子、高松和貴子
- 背景 - スタジオユニ、スタジオテイクワン、スタジオWHO
- 色指定 - 牛島勇二、金井美和、島田信行
- 特殊効果 - 義山正夫
- 撮影 - スタジオトゥインクル
- 編集 - 小島俊彦、中葉由美子、村井秀明、川崎晃洋（岡安プロモーション）
- 音響プロデューサー - 原田一男
- 効果 - 依田安文
- 調整 - 村田弘文
- 録音 - ニュージャパンスタジオ
- 現像 - 東京現像所
- 制作担当 - 小平正夫
- 制作デスク - 小松悦子
- 制作進行 - 菊池武司、堀済則、杉浦勉、高田普也、井上隆
- タイトル - マキ・プロ
- 広報担当 - 重岡由美子（フジテレビ）
- 制作協力 - スタジオコメット
- 制作 - フジテレビ、NAS

### 主題歌
オープニングテーマ
「誓書-バイブル-」（第1話 - 第10話）
作詞・作曲・編曲 - SHO-TA / 歌 - PEARL
「輝きの描写」（第11話 - 第17話）
作詞 - 森雪之丞 / 作曲・編曲 - 後藤次利 / 歌 - 河田純子
「青春のさがしもの」（第18話 - 第29話）
作詞 - 森雪之丞 / 作曲 - 後藤次利 / 編曲 - 難波正司 / 歌 - 河田純子
エンディングテーマ
「小さな決心」（第1話 - 第8話）
作詞 - 森雪之丞 / 作曲 - 後藤次利 / 編曲 - 佐藤準 / 歌 - 中山忍
「夢を追いかけて」（第9話 - 第17話）
作詞 - 川村真澄 / 作曲・編曲 - 武部聡志 / 歌 - 吉田真里子
「君の夢のために」（第18話 - 第28話）
作詞 - 森雪之丞 / 作曲 - 後藤次利 / 編曲 - 難波正司 / 歌 - 河田純子
「青春のEVERGREEN」（第29話）
作詞 - 麻生圭子 / 作曲 - 井上ヨシマサ / 編曲 - 井上鑑 / 歌 - 田山真美子

### 主題歌についての付記
「誓書-バイブル-」はユニコーンの『デーゲーム』との競作であり、結果上記の物が採用された。

### 各話リスト
| 話数   | 放送日          | サブタイトル                                 | 脚本                            | コンテ                          | 演出                            | 作画監督   |
| ------ | --------------- | -------------------------------------------- | ------------------------------- | ------------------------------- | ------------------------------- | ---------- |
| 第1話  | 1988年 10月22日 | 僕たちはクズじゃない                         | 山田隆司                        | 福富博                          | 福富博                          | 金沢比呂司 |
| 第2話  | 10月29日        | 僕たちの戦いが今始まった!!                   | 山田隆司                        | 湖山禎崇                        | 湖山禎崇                        | 金沢比呂司 |
| 第3話  | 11月5日         | 君の後ろには僕たちがいる!!                   | 柳川茂                          | 溝口健一                        | 溝口健一                        | 金沢比呂司 |
| 第4話  | 11月12日        | 僕たちは負けたんじゃない!!                   | 山田隆司                        | 三沢伸                          | 三沢伸                          | 音無竜之介 |
| 第5話  | 11月19日        | 僕たちの前に現れた九番目の男…                | 山田隆司                        | 藤川茂                          | 藤川茂                          | 一川孝久   |
| 第6話  | 11月26日        | 僕たちの真価が問われる時…                    | 山田隆司                        | 高林久弥                        | 高林久弥                        | 金沢比呂司 |
| 第7話  | 12月3日         | 僕たちと永遠のライバルとの出会い!!           | 柳川茂                          | 湖山禎崇                        | 湖山禎崇                        | 一川孝久   |
| 第8話  | 12月10日        | 僕たちにはもう涙なんて似合わない!!           | 柳川茂                          | 三沢伸                          | 三沢伸                          | 金沢比呂司 |
| 第9話  | 1989年 1月28日  | 僕たちの気迫が奇跡を呼ぶか!?一本足打法!!     | 山田隆司                        | 藤川茂                          | 藤川茂                          | 金沢比呂司 |
| 第10話 | 2月4日          | 僕たちはいつだって全力勝負!!                 | 山田隆司                        | 高林久弥                        | 高林久弥                        | 興村忠美   |
| 第11話 | 2月11日         | 僕たちのガッツが勝利を呼ぶか!?最後の一球!!   | 柳川茂                          | 横山広行                        | 横山広行                        | 一川孝久   |
| 第12話 | 2月18日         | 僕たちの心はひとつ決戦前夜!!                 | 柳川茂                          | 湖山禎崇                        | 湖山禎崇                        | 金沢比呂司 |
| 第13話 | 2月25日         | 僕たちに一軍が牙をむいて襲いかかる           | 山田隆司                        | 三沢伸                          | 三沢伸                          | 一川孝久   |
| 第14話 | 3月4日          | 僕たちに明日はない！危うし第三野球部         | 山田隆司                        | 藤川茂                          | 藤川茂                          | 金沢比呂司 |
| 第15話 | 3月11日         | 僕たちのスライダー攻略法!!                   | 柳川茂                          | 谷田部勝義                      | 熊坂礼次                        | 一川孝久   |
| 第16話 | 3月18日         | 逆転なるか!?僕たちのマサカリ打法!!           | 柳川茂                          | 高林久弥                        | 高林久弥                        | 金沢比呂司 |
| 第17話 | 3月25日         | 僕たちのプッシュバント封じ作戦!!             | 山田隆司                        | 湖山禎崇                        | 湖山禎崇                        | 金沢比呂司 |
| 第18話 | 4月14日         | なるか打倒一軍!?僕たちの最後の反撃!!         | 山田隆司                        | 三沢伸                          | 三沢伸                          | 一川孝久   |
| 第19話 | 4月21日         | 僕たちの戦いはもう誰も止められない!!         | 柳川茂                          | 佐々木皓一                      | 藤川茂                          | 金沢比呂司 |
| 第20話 | 4月28日         | 僕たちに栄光あれ熱闘！17回の攻防戦!!         | 柳川茂                          | 新田義方                        | 熊坂礼次                        | 一川孝久   |
| 第21話 | 5月12日         | 僕たちの伝説はこうして始まった!              | 山田隆司（構成） 柳川茂（構成） | 山田隆司（構成） 柳川茂（構成） | 山田隆司（構成） 柳川茂（構成） |            |
| 第22話 | 5月19日         | 三軍のユニホームは僕たちの汗と涙の勲章!!     | 山田隆司                        | 高林久弥                        | 高林久弥                        | 興村忠美   |
| 第23話 | 5月26日         | 県大会開幕！主役は僕たちだ!!                 | 山田隆司                        | 湖山禎崇                        | 湖山禎崇                        | 金沢比呂司 |
| 第24話 | 6月2日          | 僕たちの油断!?速攻あざやか浅加学院           | 柳川茂                          | 三沢伸                          | 三沢伸                          | 一川孝久   |
| 第25話 | 6月9日          | 負けて悔いなし！ここが僕たちの甲子園!!       | 柳川茂                          | 藤川茂                          | 藤川茂                          | 金沢比呂司 |
| 第26話 | 6月16日         | 準決勝！僕たちのライバル桑本再登場!!         | 山田隆司                        | 新田義方                        | 熊坂礼次                        | 一川孝久   |
| 第27話 | 6月23日         | 僕たちは九人そろって100%全開!                | 山田隆司                        | 福富博                          | 福富博                          | 興村忠美   |
| 第28話 | 6月30日         | くらいつけ！これが僕たちの野球だ!!           | 柳川茂                          | 湖山禎崇                        | 湖山禎崇                        | 金沢比呂司 |
| 第29話 | 7月7日          | うなる豪速球！僕たちの勝利への遠き道!!       | 柳川茂                          | 三沢伸                          | 三沢伸                          | 一川孝久   |
| 第30話 | 7月14日         | 打てあすなろ！僕たちの願いをこめて!!         | 山田隆司                        | 高林久弥                        | 高林久弥                        | 金沢比呂司 |
| 第31話 | 7月21日         | 死闘18回裏！僕たちのサヨナラゲーム!!         | 山田隆司                        | 藤川茂                          | 藤川茂                          | 興村忠美   |
| 第32話 | 7月28日         | 決勝・黒潮商戦！僕たちの大ピンチ!?           | 柳川茂                          | 新田義方                        | 熊坂礼次                        | 一川孝久   |
| 第33話 | 8月11日         | 黒潮の狙いは何か!?僕たちの重大な欠点とは!!   | 柳川茂                          | 湖山禎崇                        | 湖山禎崇                        | 金沢比呂司 |
| 第34話 | 8月18日         | 僕たちは負けない！このチームワークある限り!! | 山田隆司                        | 三沢伸                          | 三沢伸                          | 興村忠美   |
| 第35話 | 8月25日         | 僕たちをおそう恐怖のカミソリシュート!!       | 山田隆司                        | 高林久弥                        | 高林久弥                        | 一川孝久   |
| 第36話 | 9月1日          | チャンスをいかせ！僕たちの大反撃!!           | 柳川茂                          | 藤川茂                          | 藤川茂                          | 金沢比呂司 |
| 第37話 | 9月8日          | 運命の最終回！僕たちのエースは君だ!!         | 柳川茂                          | 新田義方                        | 熊坂礼次                        | 興村忠美   |
| 第38話 | 9月15日         | 僕たちの青春を賭けた果てしなき死闘!!         | 山田隆司                        | 湖山禎崇                        | 湖山禎崇                        | 一川孝久   |
| 第39話 | 9月22日         | 僕たちの夢が消える!?絶体絶命のピンチ!!       | 柳川茂                          | 三沢伸                          | 三沢伸                          | 興村忠美   |
| 第40話 | 9月29日         | 白球に僕たちの夢をのせて甲子園!!             | 山田隆司                        | 湖山禎崇                        | 高林久弥                        | 一川孝久   |